# Berești-Tazlău
Beresti-Tazlau là một xã thuộc hạt Bacău, România. Dân số thời điểm năm 2002 là 5733 người.